# Lepidurus
Lepidurus – rodzaj stawonogów z rodziny Triopsidae w monotypowym rzędzie przekopnic. Przedstawiciele tego rodzaju żyją w okresowo wysychających zbiornikach wodnych.

## Gatunki
Do rodzaju zaliczanych jest 10 lub 11 gatunków:
- Lepidurus apus (Linnaeus, 1758) – przekopnica wiosenna
- Lepidurus arcticus (Pallas, 1793) – przekopnica arktyczna
- Lepidurus batesoni Longhurst, 1955
- Lepidurus bilobatus Packard, 1883
- Lepidurus couesii Packard, 1875
- Lepidurus cryptus Rogers, 2001
- Lepidurus lemmoni Holmes, 1894
- Lepidurus lynchi Linder, 1952
- Lepidurus mongolicus Vekhov, 1992
- Lepidurus packardi Simon, 1886
- Lepidurus patagonicus Berg, 1900; takson ten bywa traktowany jako podgatunek Lepidurus apus[2]